# Proiecție Haworth

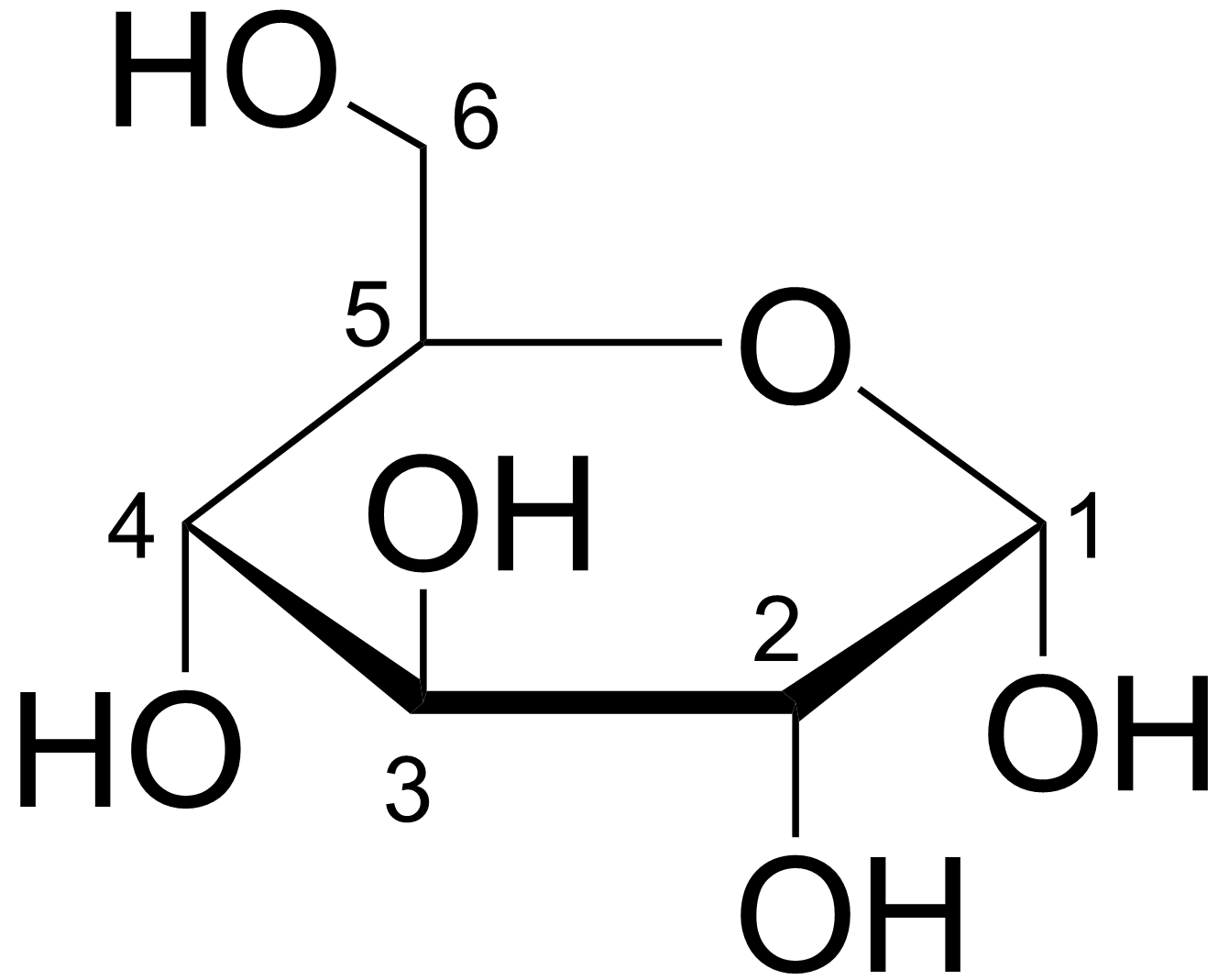
O proiecție Haworth a structurii α-D-glucopiranozei

Proiecția Haworth este metoda de reprezentare a formulelor structurale a formelor ciclice ale zaharidelor, folosindu-se o perspectivă tridimensională simplă. Denumirea provine de la chimistul englez Norman Haworth.